# خدمة الهاتف التقليدية الصرفة

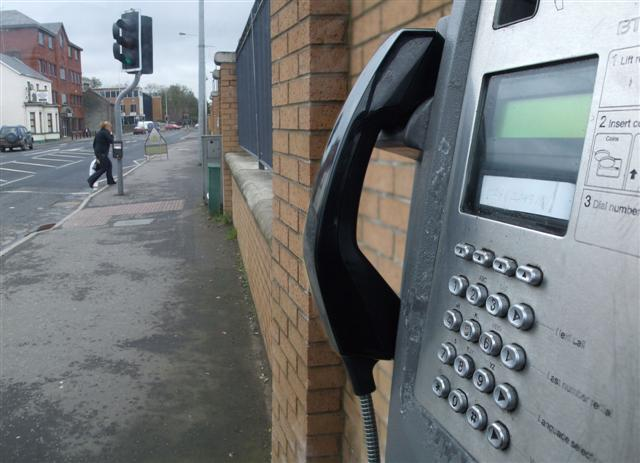

خدمة الهاتف التقليدية الصرفة المعروفة اختصارا بـ POTS هي طلباتُ الاتصال الهاتفية القاعدية إلى شبكة الابتدال switched العمومية (المقاسم) دون أي ميزات أو وظائف إضافية.